# Lussac-les-Châteaux
 Lussac-les-Châteaux  es una población y comuna francesa, situada en la región de Poitou-Charentes, departamento de Vienne, en el distrito de Montmorillon y cantón de Lussac-les-Châteaux.

## Demografía
| 2043 | 2086 | 2201 | 2217 | 2297 | 2532 |
| Para los censos de 1962 a 1999 la población legal corresponde a la población sin duplicidades (Fuente: INSEE [Consultar]) |      |      |      |      |      |